# Mount Flora
Mount Flora är ett berg i Antarktis. Det ligger i Västantarktis. Argentina, Chile och Storbritannien gör anspråk på området. Toppen på Mount Flora är 520 meter över havet, eller 274 meter över den omgivande terrängen. Bredden vid basen är 1,4 km.
Terrängen runt Mount Flora är huvudsakligen kuperad, men åt nordost är den platt. Havet är nära Flora åt nordost. Trakten är glest befolkad. Närmaste befolkade plats är Esperanza Base, 2,4 kilometer nordost om Mount Flora.